# Pseudonchus symmetricus
Pseudonchus symmetricus är en rundmaskart som beskrevs av De Coninck 1942. Pseudonchus symmetricus ingår i släktet Pseudonchus och familjen Choniolaimidae. Inga underarter finns listade i Catalogue of Life.